# Synagoga w Wolborzu
Synagoga w Wolborzu – synagoga znajdująca się w Wolborzu przy ulicy Łąkowej 4.
Synagoga została zbudowana w drugiej połowie XIX wieku. Podczas II wojny światowej hitlerowcy zdewastowali synagogę. Po zakończeniu wojny budynek synagogi przebudowano na mieszkania.
Murowany budynek synagogi wzniesiono na planie litery T. Wewnątrz pierwotnie we wschodniej części znajdowała się sala główna, do której wchodziło się przez przedsionek, nad którym, na piętrze znajdował się babiniec.